# H. Emilie Cady
H. Emilie Cady (Syracuse, 12 luglio 1848 – New York, 3 gennaio 1941) è stata una religiosa e scrittrice statunitense, esponente del New Thought.
Il suo libro del 1896 Lessons in truth è oggi considerato il testo fondamentale della Unity Church e dalla sua prima pubblicazione è stato tradotto in undici lingue (tra cui l'italiano, con 6 edizioni tra il 1920 e il 1939) e diffuso in oltre un milione e mezzo di copie.

## Biografia
Nata nel 1848 a Syracuse, nello Stato del New York, svolse inizialmente la professione di maestra elementare nella sua città natale. Negli anni ottanta decise di dedicarsi alla medicina: studiò omeopatia e iniziò a esercitare a New York City.
In seguito la Cady sviluppò un interesse sempre più forte verso le tematiche religiose e spirituali e fu profondamente ispirata dagli insegnamenti biblici e dalla filosofia di Ralph Waldo Emerson. Entrò in contatto con numerosi esponenti di primo piano del New Thought di allora, come Emma Curtis Hopkins, Emmet Fox (pastore della Chiesa di Scienza Divina), Ernest Holmes (inizialmente pastore della Chiesa di Scienza Divina e in seguito fondatore di Scienza religiosa) e Charles e Myrtle Fillmore, fondatori di Unity Church.
Nel 1891 la Cady invia ai coniugi Fillmore, di sua spontanea iniziativa, un pamphlet dal titolo "Finding The Christ in Ourselves" e i due decidono di pubblicarlo su Thought, la rivista della chiesa. Inizia quindi una collaborazione regolare tra la Cady e Unity, fino alla pubblicazione di "Lessons in truth", diventato come si è detto il testo chiave della Unity Church.